# Miami Open 2024 - Qualificazioni singolare femminile
Le qualificazioni del singolare femminile del Miami Open 2024 sono un torneo di tennis preliminare per accedere alla fase finale della manifestazione disputate il 17 e 18 marzo 2024. Le vincitrici dell'ultimo turno sono entrate di diritto nel tabellone principale. In caso di ritiro di una o più giocatrici aventi diritto, a queste sono subentrate le lucky loser, ossia le giocatrici che avevano perso nell'ultimo turno ma che avevano una classifica più alta rispetto alle altre partecipanti che avevano comunque perso nel turno finale.

## Teste di serie
1. Anna Karolína Schmiedlová (qualificata)
2. Tamara Korpatsch (ultimo turno, lucky loser)
3. Taylor Townsend (qualificata)
4. Bernarda Pera (ultimo turno, lucky loser)
5. Nao Hibino (primo turno)
6. Greet Minnen (ultimo turno, lucky loser)
7. Nadia Podoroska (qualificata)
8. Océane Dodin (ultimo turno, lucky loser)
9. Laura Siegemund (qualificata)
10. Kayla Day (primo turno)
11. Yanina Wickmayer (ultimo turno)
12. Harriet Dart (ultimo turno)

1. Camila Osorio (ultimo turno)
2. Emina Bektas (ultimo turno)
3. Clara Tauson (qualificata)
4. Kamilla Rachimova (primo turno)
5. Rebeka Masarova (primo turno)
6. Aljaksandra Sasnovič (primo turno)
7. María Carlé (qualificata)
8. Sara Errani (primo turno)
9. Renata Zarazúa (primo turno)
10. Marija Timofeeva (qualificata)
11. Alizé Cornet (primo turno)
12. Arina Rodionova (primo turno)

## Qualificate
1. Anna Karolína Schmiedlová
2. Marija Timofeeva
3. Taylor Townsend
4. Aleksandra Krunić
5. Storm Hunter
6. Claire Liu

1. Nadia Podoroska
2. Clara Tauson
3. Laura Siegemund
4. Emiliana Arango
5. Katie Volynets
6. María Carlé

### Lucky loser
1. Tamara Korpatsch
2. Bernarda Pera

1. Greet Minnen
2. Océane Dodin

## Tabellone

### Legenda
| - Q = Qualificato - WC = Wild card - LL = Lucky loser | - ALT = Alternate - SE = Special Exempt - PR = Protected Ranking | - w/o = Walkover - r = Ritirato - d = Squalificato |

### Sezione 1
|  | Primo turno | Primo turno               | Primo turno               | Primo turno | Primo turno |  |  | Ultimo turno | Ultimo turno              | Ultimo turno | Ultimo turno | Ultimo turno |  |
|  |             |                           |                           |             |             |  |  |              |                           |              |              |              |  |
|  | 1           | Anna Karolína Schmiedlová | Anna Karolína Schmiedlová | 6           | 6           |  |  |              |                           |              |              |              |  |
|  |             | Anna Bondár               | Anna Bondár               | 3           | 2           |  |  | 1            | Anna Karolína Schmiedlová | 6            | 3            | 6            |  |
|  |             | Rebecca Šramková          | Rebecca Šramková          | 6           | 6           |  |  |              | Rebecca Šramková          | 3            | 6            | 3            |  |
|  | 17          | Rebeka Masarova           | Rebeka Masarova           | 4           | 4           |  |  |              |                           |              |              |              |  |

### Sezione 2
|  | Primo turno | Primo turno           | Primo turno           | Primo turno | Primo turno |  |  | Ultimo turno | Ultimo turno     | Ultimo turno     | Ultimo turno | Ultimo turno |  |
|  |             |                       |                       |             |             |  |  |              |                  |                  |              |              |  |
|  | 2           | Tamara Korpatsch      | Tamara Korpatsch      | 7           | 6           |  |  |              |                  |                  |              |              |  |
|  |             | Mai Hontama           | Mai Hontama           | 5           | 3           |  |  | 2            | Tamara Korpatsch | Tamara Korpatsch | 2            | 1            |  |
|  |             | Marina Bassols Ribera | Marina Bassols Ribera | 1           | 2           |  |  | 22           | Marija Timofeeva | Marija Timofeeva | 6            | 6            |  |
|  | 22          | Marija Timofeeva      | Marija Timofeeva      | 6           | 6           |  |  |              |                  |                  |              |              |  |

### Sezione 3
|  | Primo turno | Primo turno            | Primo turno            | Primo turno | Primo turno |  |  | Ultimo turno | Ultimo turno    | Ultimo turno | Ultimo turno | Ultimo turno |  |
|  |             |                        |                        |             |             |  |  |              |                 |              |              |              |  |
|  | 3           | Taylor Townsend        | Taylor Townsend        | 6           | 6           |  |  |              |                 |              |              |              |  |
|  |             | Laura Pigossi          | Laura Pigossi          | 4           | 4           |  |  | 3            | Taylor Townsend | 6            | 5            | 6            |  |
|  |             | Jéssica Bouzas Maneiro | Jéssica Bouzas Maneiro | 3           | 1           |  |  | 14           | Emina Bektas    | 2            | 7            | 3            |  |
|  | 14          | Emina Bektas           | Emina Bektas           | 6           | 6           |  |  |              |                 |              |              |              |  |

### Sezione 4
|  | Primo turno | Primo turno          | Primo turno          | Primo turno | Primo turno |  |  | Ultimo turno | Ultimo turno      | Ultimo turno      | Ultimo turno | Ultimo turno |  |
|  |             |                      |                      |             |             |  |  |              |                   |                   |              |              |  |
|  | 4           | Bernarda Pera        | Bernarda Pera        | 6           | 6           |  |  |              |                   |                   |              |              |  |
|  | WC          | Sayaka Ishii         | Sayaka Ishii         | 0           | 4           |  |  | 4            | Bernarda Pera     | Bernarda Pera     | 4            | 3            |  |
|  | PR          | Aleksandra Krunić    | Aleksandra Krunić    | 6           | 7           |  |  | PR           | Aleksandra Krunić | Aleksandra Krunić | 6            | 6            |  |
|  | 18          | Aljaksandra Sasnovič | Aljaksandra Sasnovič | 1           | 64          |  |  |              |                   |                   |              |              |  |

### Sezione 5
|  | Primo turno | Primo turno   | Primo turno | Primo turno | Primo turno |  |  | Ultimo turno | Ultimo turno  | Ultimo turno  | Ultimo turno | Ultimo turno |  |
|  |             |               |             |             |             |  |  |              |               |               |              |              |  |
|  | 5           | Nao Hibino    | 65          | 6           | 4           |  |  |              |               |               |              |              |  |
|  |             | Jule Niemeier | 7           | 2           | 6           |  |  |              | Jule Niemeier | Jule Niemeier | 4            | 5            |  |
|  |             | Storm Hunter  | 7           | 2           | 6           |  |  |              | Storm Hunter  | Storm Hunter  | 6            | 7            |  |
|  | 23          | Alizé Cornet  | 61          | 6           | 4           |  |  |              |               |               |              |              |  |

### Sezione 6
|  | Primo turno | Primo turno       | Primo turno  | Primo turno | Primo turno |  |  | Ultimo turno | Ultimo turno | Ultimo turno | Ultimo turno | Ultimo turno |  |
|  |             |                   |              |             |             |  |  |              |              |              |              |              |  |
|  | 6           | Greet Minnen      | Greet Minnen | 6           | 6           |  |  |              |              |              |              |              |  |
|  | PR          | Hsieh Su-wei      | Hsieh Su-wei | 1           | 4           |  |  | 6            | Greet Minnen | Greet Minnen | 3            | 2            |  |
|  |             | Claire Liu        | 4            | 6           | 7           |  |  |              | Claire Liu   | Claire Liu   | 6            | 6            |  |
|  | 16          | Kamilla Rachimova | 6            | 3           | 64          |  |  |              |              |              |              |              |  |

### Sezione 7
|  | Primo turno | Primo turno       | Primo turno | Primo turno | Primo turno |  |  | Ultimo turno | Ultimo turno    | Ultimo turno    | Ultimo turno | Ultimo turno |  |
|  |             |                   |             |             |             |  |  |              |                 |                 |              |              |  |
|  | 7           | Nadia Podoroska   | 67          | 6           | 6           |  |  |              |                 |                 |              |              |  |
|  |             | Julia Riera       | 7           | 4           | 1           |  |  | 7            | Nadia Podoroska | Nadia Podoroska | 6            | 6            |  |
|  |             | McCartney Kessler | 3           | 6           | 2           |  |  | 13           | Camila Osorio   | Camila Osorio   | 2            | 2            |  |
|  | 13          | Camila Osorio     | 6           | 1           | 6           |  |  |              |                 |                 |              |              |  |

### Sezione 8
|  | Primo turno | Primo turno     | Primo turno     | Primo turno | Primo turno |  |  | Ultimo turno | Ultimo turno | Ultimo turno | Ultimo turno | Ultimo turno |  |
|  |             |                 |                 |             |             |  |  |              |              |              |              |              |  |
|  | 8           | Océane Dodin    | 6               | 1           | 6           |  |  |              |              |              |              |              |  |
|  | WC          | Heather Watson  | 4               | 6           | 3           |  |  | 8            | Océane Dodin | Océane Dodin | 4            | 61           |  |
|  |             | Tamara Zidanšek | Tamara Zidanšek | 4           | 3           |  |  | 15           | Clara Tauson | Clara Tauson | 6            | 7            |  |
|  | 15          | Clara Tauson    | Clara Tauson    | 6           | 6           |  |  |              |              |              |              |              |  |

### Sezione 9
|  | Primo turno | Primo turno       | Primo turno       | Primo turno | Primo turno |  |  | Ultimo turno | Ultimo turno      | Ultimo turno      | Ultimo turno | Ultimo turno |  |
|  |             |                   |                   |             |             |  |  |              |                   |                   |              |              |  |
|  | 9           | Laura Siegemund   | Laura Siegemund   | 6           | 6           |  |  |              |                   |                   |              |              |  |
|  | WC          | Robin Montgomery  | Robin Montgomery  | 0           | 0           |  |  | 9            | Laura Siegemund   | Laura Siegemund   | 6            | 6            |  |
|  |             | Darja Semeņistaja | Darja Semeņistaja | 7           | 6           |  |  |              | Darja Semeņistaja | Darja Semeņistaja | 0            | 2            |  |
|  | 24          | Arina Rodionova   | Arina Rodionova   | 61          | 2           |  |  |              |                   |                   |              |              |  |

### Sezione 10
|  | Primo turno | Primo turno     | Primo turno | Primo turno | Primo turno |  |  | Ultimo turno | Ultimo turno    | Ultimo turno | Ultimo turno | Ultimo turno |  |
|  |             |                 |             |             |             |  |  |              |                 |              |              |              |  |
|  | 10          | Kayla Day       | 5           | 7           | 4           |  |  |              |                 |              |              |              |  |
|  |             | Emiliana Arango | 7           | 5           | 6           |  |  |              | Emiliana Arango | 2            | 7            | 6            |  |
|  | WC          | Alex Eala       | Alex Eala   | 6           | 6           |  |  | WC           | Alex Eala       | 6            | 5            | 1            |  |
|  | 20          | Sara Errani     | Sara Errani | 3           | 1           |  |  |              |                 |              |              |              |  |

### Sezione 11
|  | Primo turno | Primo turno      | Primo turno      | Primo turno | Primo turno |  |  | Ultimo turno | Ultimo turno     | Ultimo turno | Ultimo turno | Ultimo turno |  |
|  |             |                  |                  |             |             |  |  |              |                  |              |              |              |  |
|  | 11          | Yanina Wickmayer | Yanina Wickmayer | 6           | 6           |  |  |              |                  |              |              |              |  |
|  |             | Alycia Parks     | Alycia Parks     | 4           | 4           |  |  | 11           | Yanina Wickmayer | 6            | 3            | 3            |  |
|  |             | Katie Volynets   | 7                | 4           | 6           |  |  |              | Katie Volynets   | 3            | 6            | 6            |  |
|  | 21          | Renata Zarazúa   | 5                | 6           | 1           |  |  |              |                  |              |              |              |  |

### Sezione 12
|  | Primo turno | Primo turno                 | Primo turno  | Primo turno | Primo turno |  |  | Ultimo turno | Ultimo turno | Ultimo turno | Ultimo turno | Ultimo turno |  |
|  |             |                             |              |             |             |  |  |              |              |              |              |              |  |
|  | 12          | Harriet Dart                | Harriet Dart | 6           | 6           |  |  |              |              |              |              |              |  |
|  | WC          | Ena Koike                   | Ena Koike    | 2           | 3           |  |  | 12           | Harriet Dart | 6            | 65           | 3            |  |
|  | WC          | Victoria Jiménez Kasintseva | 6            | 4           | 4           |  |  | 19           | María Carlé  | 1            | 7            | 6            |  |
|  | 19          | María Carlé                 | 2            | 6           | 6           |  |  |              |              |              |              |              |  |